# Gauchsbach-Leitgraben

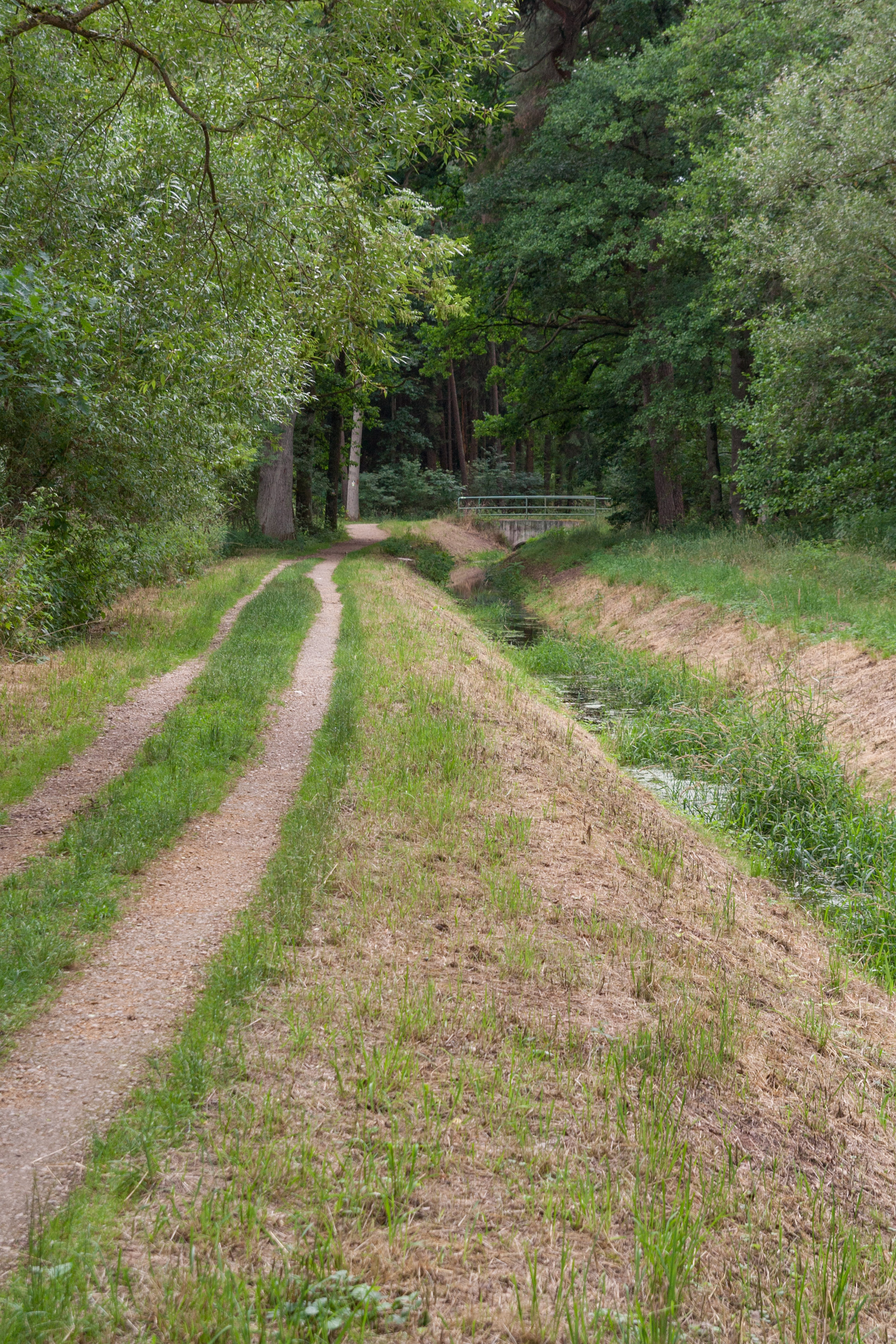
Der Gauchsbach-Leitgraben

Der Gauchsbach-Leitgraben ist ein künstliches Wasserbauwerk in der Marktgemeinde Wendelstein im mittelfränkischen Landkreis Roth in Bayern.

## Lage

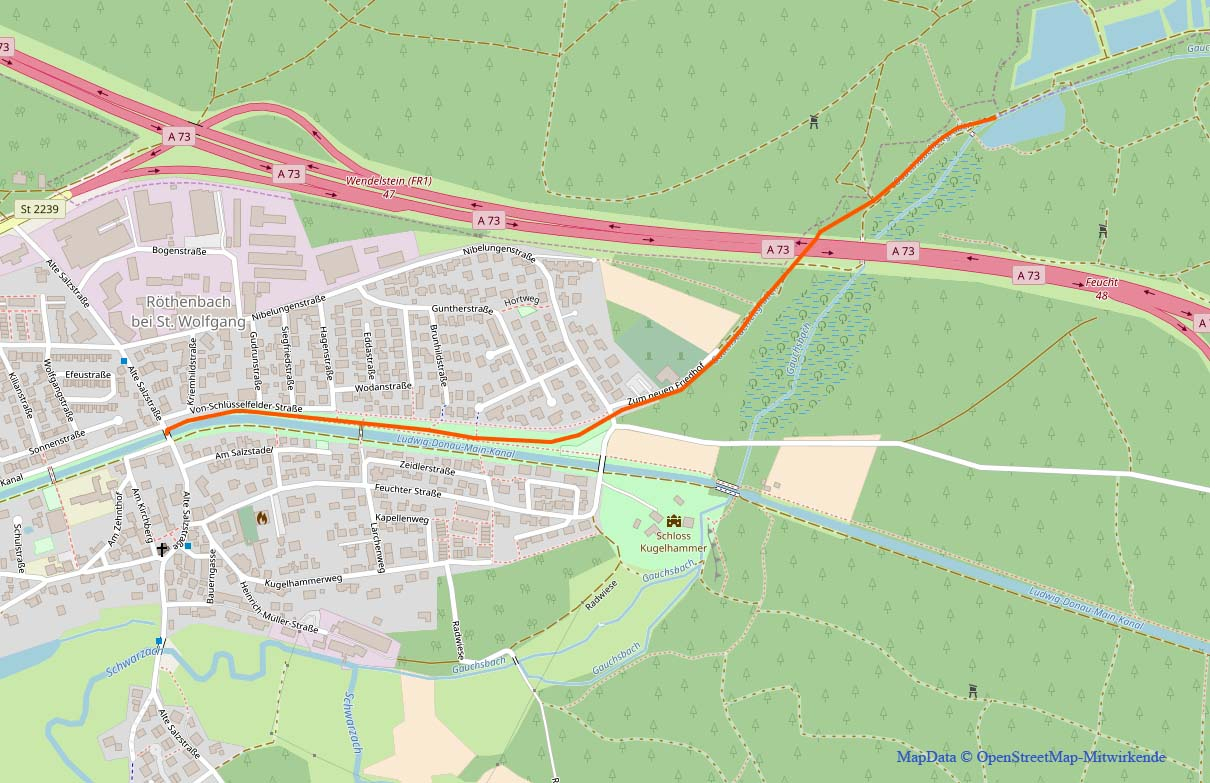
Verlauf des Gauchsbach-Leitgrabens

Der Leitgraben befindet sich nordöstlich des Wendelsteiner Ortsteiles Röthenbach bei Sankt Wolfgang, an der Grenze zum gemeindefreien Gebiet Forst Kleinschwarzenlohe. Der Wanderweg Fränkischer Dünenweg () führt in großen Teilen am Graben entlang.

## Beschreibung
Leitgräben dienten der Wasserversorgung des Ludwig-Donau-Main-Kanals, insbesondere im Bereich der Scheitel- oder längeren Schleusenhaltungen. Sie waren notwendig, um den Wasserverlust durch Schleusung, Verdunstung und Versickerung auszugleichen. Nur dadurch konnte die für die Kanal-Schifffahrt erforderliche Mindestwassertiefe von 1,17 Meter gewährleistet werden.
Die eigens dafür gebauten und gepflasterten Gräben leiten das Wasser von entfernten Gewässern in den Kanal. Dazu errichtete man an den betreffenden Bächen Vorrichtungen mit regulierbaren Abflüssen für die Leitgräben und Bachläufe. Um als Zufluss zu dienen, musste das Niveau der Gräben höher als die jeweilige Haltung liegen.
Es war eine planerische Meisterleistung, die Trasse – vor allem im Bereich der Scheitelhaltung – so zu führen, dass auch während wasserarmer Zeiten die Schüttung der verfügbaren Wasserläufe für eine Versorgung des Kanals ausreichte.
Einer dieser Leitgräben ist der Gauchsbach-Leitgraben. Er wurde zwischen 1836 und 1845 im Rahmen der Bauarbeiten des Ludwig-Donau-Main-Kanals angelegt. Namensgebend ist der versorgende Gauchsbach. Vom 1500 Meter langen Verlauf sind etwa 800 Meter verrohrt. Hier diente er zur Versorgung der 4700 Meter langen Haltung zwischen der Schleuse 63 in Röthenbach bei Sankt Wolfgang und der Schleuse 64 östlich von Kornburg. Der Leitgraben ist heute noch voll funktionsfähig und versorgt auch noch zeitweise den Ludwigskanal. Mit einer maximalen Schüttung von etwa 60 l/s liefert er nach dem Pilsach-Leitgraben in Neumarkt in der Oberpfalz die zweitstärkste Wasserzuführung des Kanals.
Der gesamte Leitgraben wurde vom Bayerischen Landesamt für Denkmalpflege als Bau- und Bodendenkmal ausgewiesen.

## Verlauf
Südlich der Feuchter Krugsweiher erfolgt die Ableitung des Gauchsbaches. Hier befinden sich zur Regulierung der Wasserverteilung zwei getrennte Schütze und ein Wehr. Die beiden Bauwerke und Stege der Anlage wurden 2009 grundlegend saniert. Der Leitgraben ist in seinem offenen Verlauf weitestgehend mit Bruchsteinen eingefasst. Er führt zunächst geradlinig in südliche Richtung bis zur A 73. In seinem Verlauf wird er dabei von einer neuzeitlichen kleinen Brücke überquert.
Südlich der Autobahn führt er parallel zum Gauchsbach und wird kurz vor Röthenbach durch eine historische Steinbogenbrücke erneut überquert. Südlich der Brücke sind die Abraumhalden des Erdaushubes linksseitig des Grabens noch gut zu erkennen. Hinter dem Röthenbacher neuen Friedhof, dem sogenannten Baugebiet Thürnersfeld wurde er in den 1970ern bis zum finalen Einlauf in den Ludwigskanal vollständig verrohrt. Der abschließende Einlauf in den Ludwigskanal erfolgt unter der Straßenbrücke am ehemaligen Unterhaupt der Schleuse 63.

## Probleme
Im Buch Der Ludwig-Kanal – Seine Entstehung und Bedeutung als Handelsstraße wird über Probleme beim Bau des Ludwig-Kanals im Bereich der Einleitung des Gauchsbachleitgrabens berichtet:
Zur Verdichtung der Strecke vom Schwarzachbrückkanal bis zur Schleuse 56 (heute Schleuse Nr. 63) bei Röthenbach, wo der Gauchsbach-Leitgraben einmündet, wurde durch Wasser, das über den Schwarzachbrückkanal in einem Holzgerinne lief, bewerkstelligt. Die meiste Schwierigkeit bot sich in der Nähe der eben angeführten Schleuse dar. Der Kanal hat dort einen sehr zerklüfteten blätterigen Keuperfelsen zur Unterlage. Durch diesen sickerte das Wasser in solcher Menge, dass die Einwohner des Ortes Röthenbach dadurch belästigt wurden, weil es selbst in die Keller, Ställe und tiefer gelegenen Wohnstuben drang. Am 29. August 1844 ereignete sich am nördlichen Ende des Gauchsbach-Brückkanales ein Dammbruch, indem ein Stück des linksseitigen Dammes, welches auf den abschüssigen und zerklüfteten Keuperfelsen gelagert ist, in den tief eingeschnittenen, an dieser Stelle parallel mit dem Kanale selbst laufenden Gauchsbach hinabglitt. Da die Schifffahrt in dieser Strecke damals noch nicht im Gange war, so war der Vorfall von keinem weiteren Belang, um so weniger, weil der Schaden in kurzer Zeit wieder beseitigt werden konnte.

## Bildergalerie

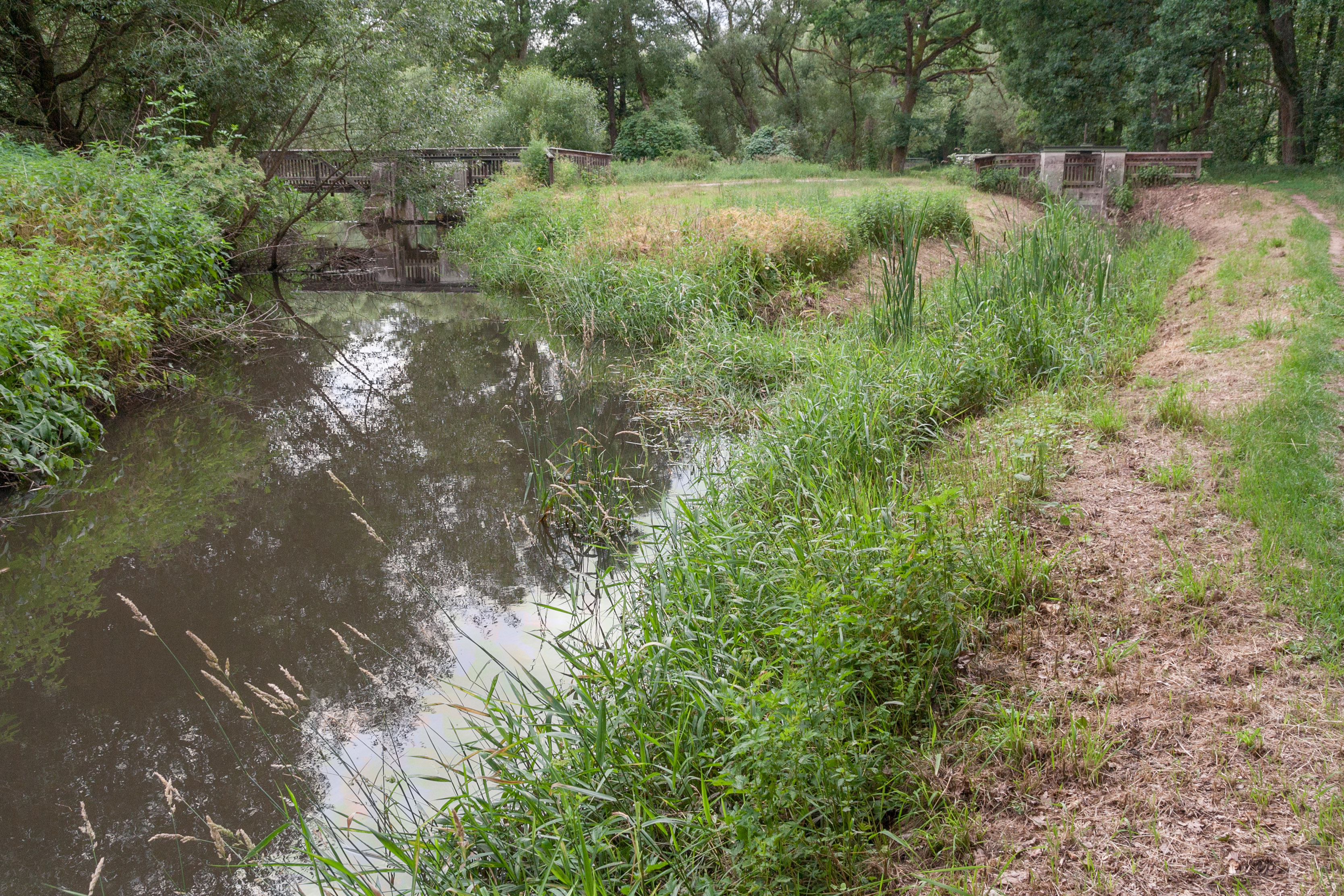
Gauchsbachausleitung in den Leitgraben
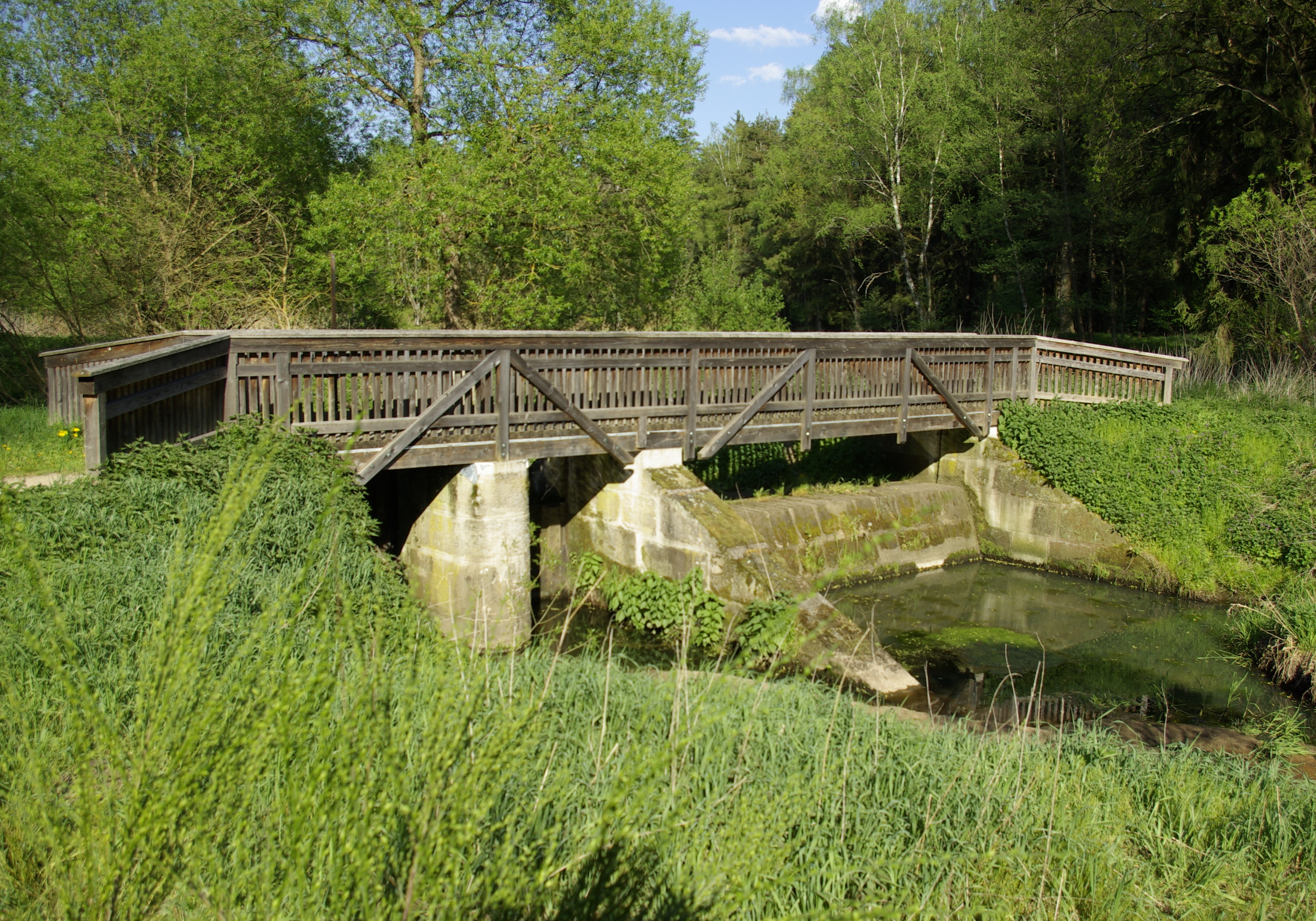
Gauchsbach-Wehr und Steg
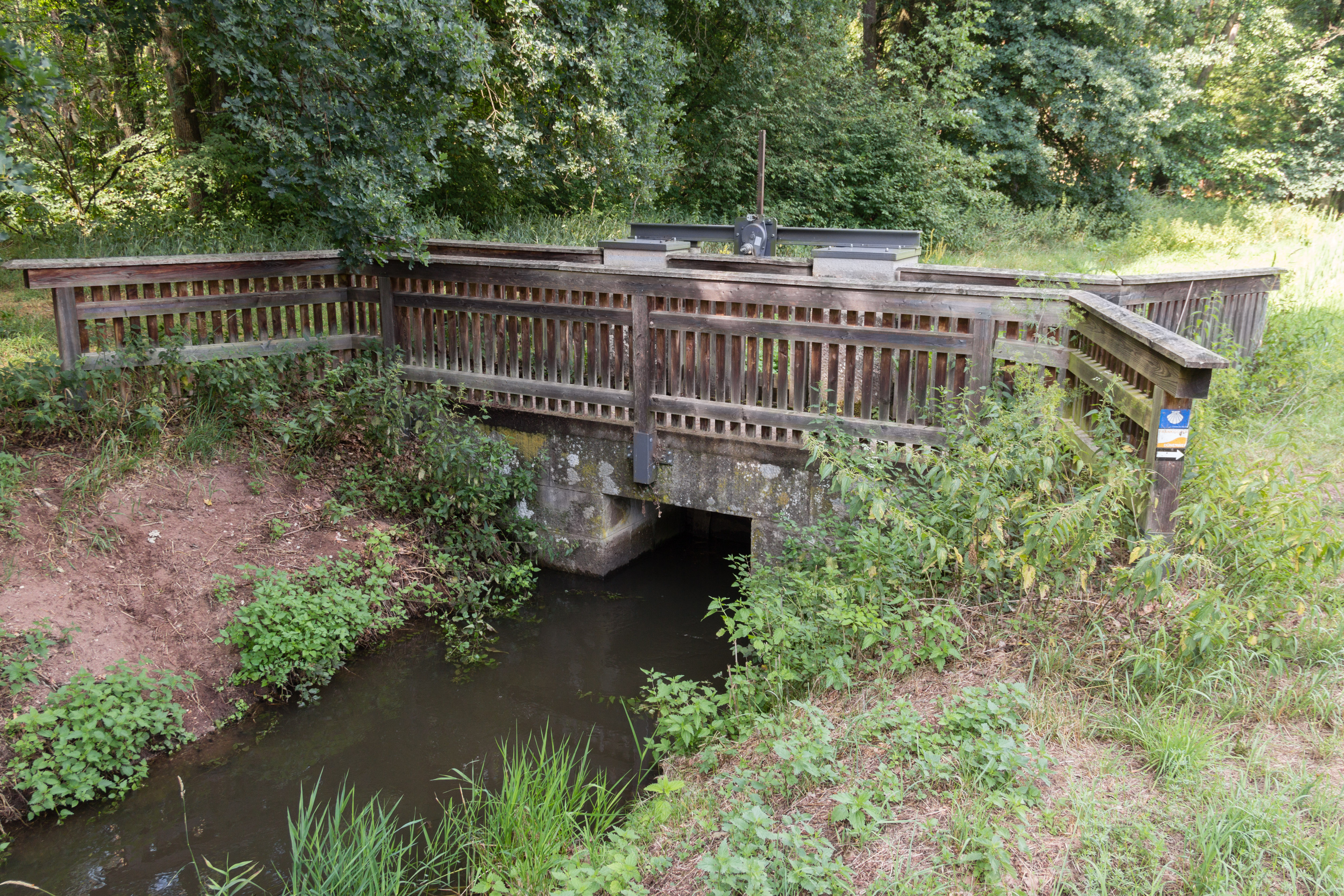
Leitgrabenschütz und Steg
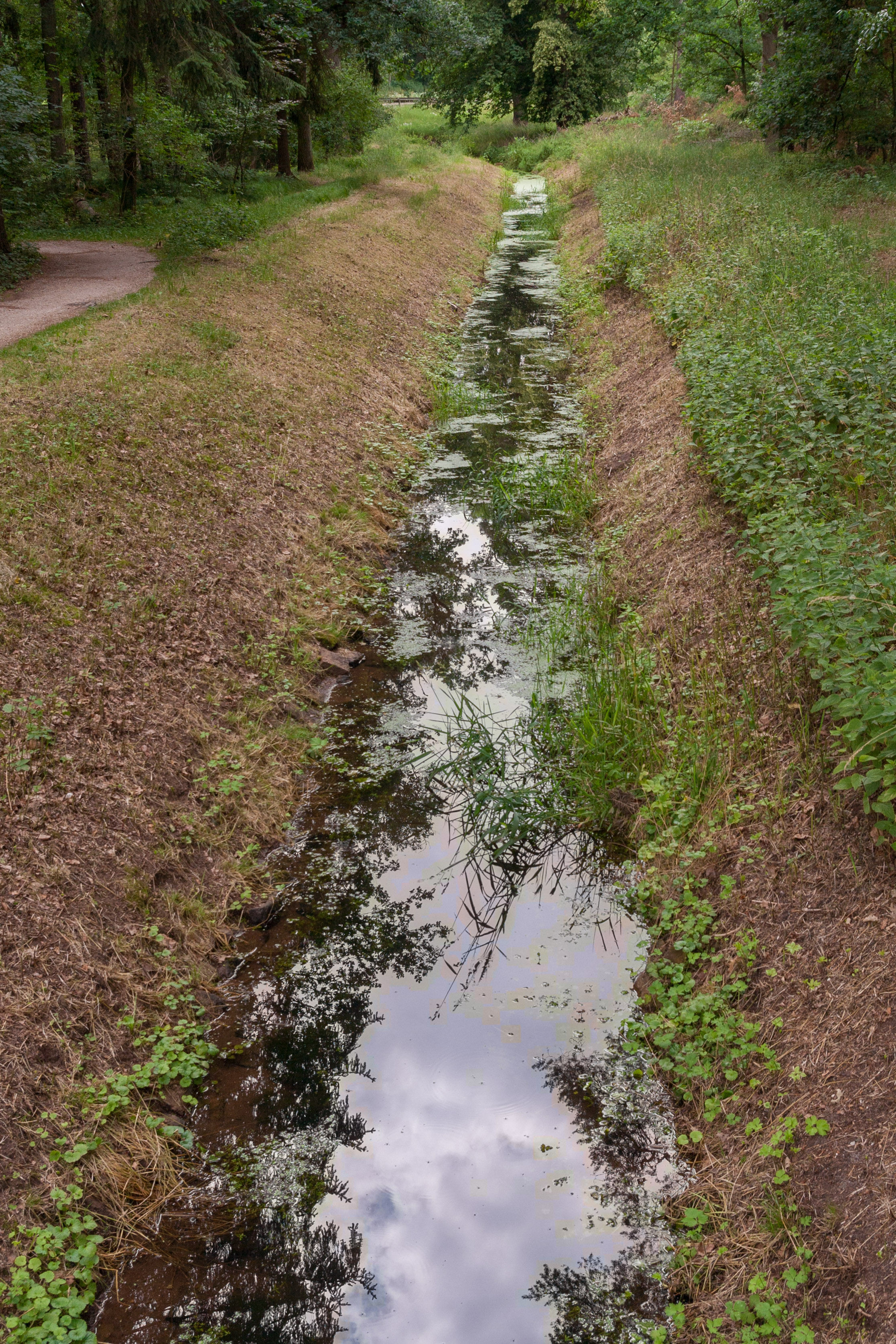
Verlauf nördlich der A 73
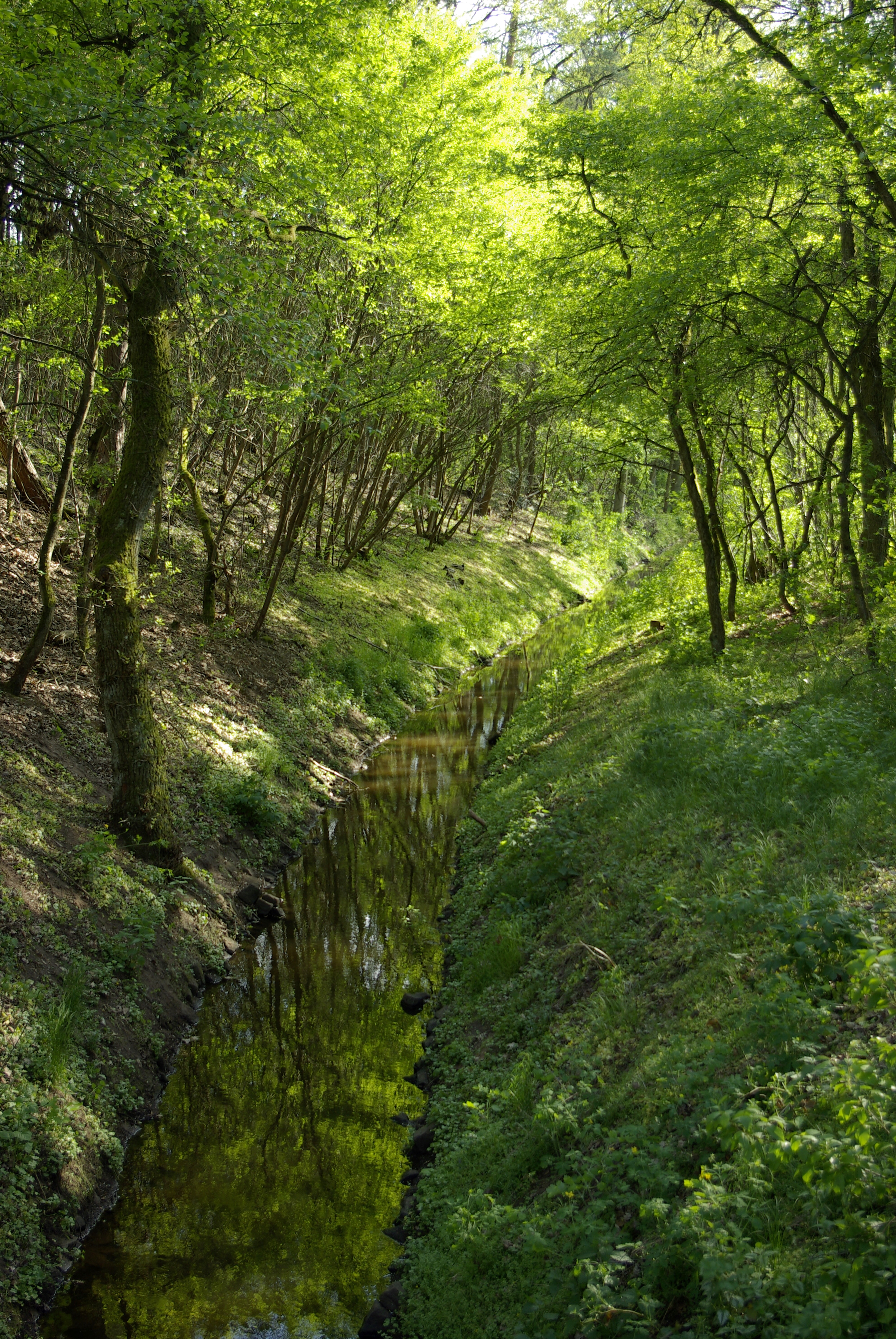
Verlauf südlich der A 73 mit Abraumhalde
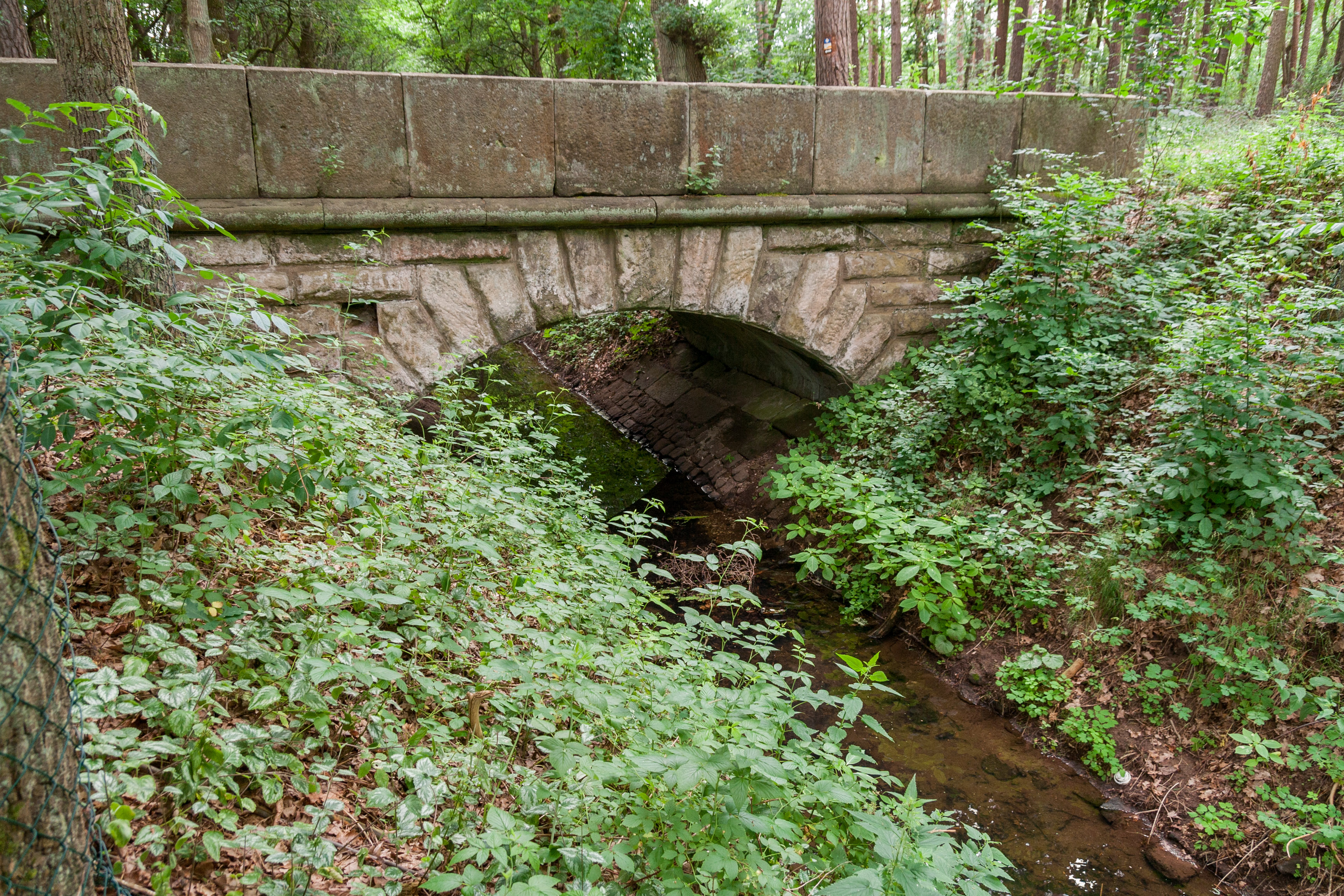
Bogenbrücke bei Röthenbach
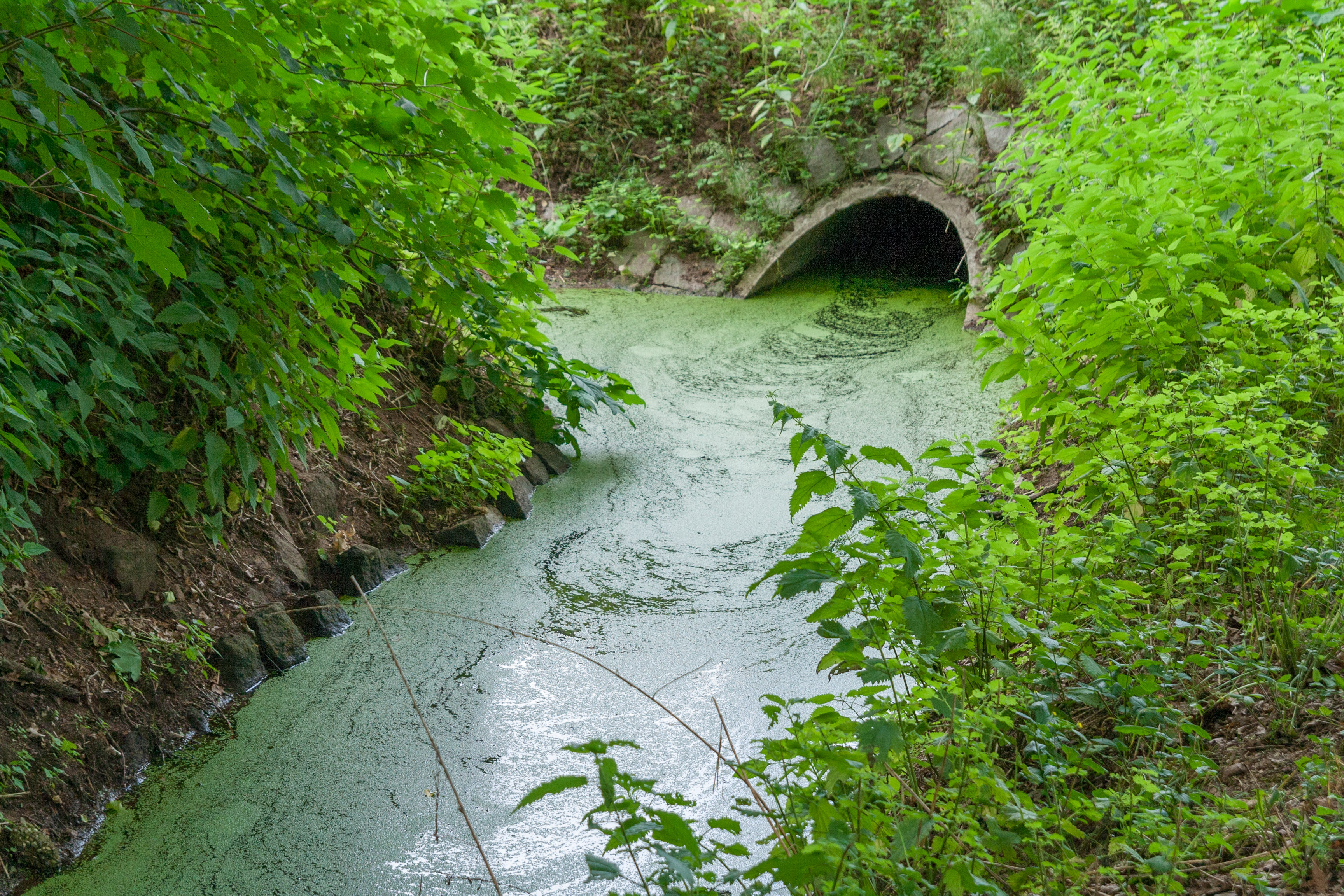
Auslauf der A 73, Verrohrung
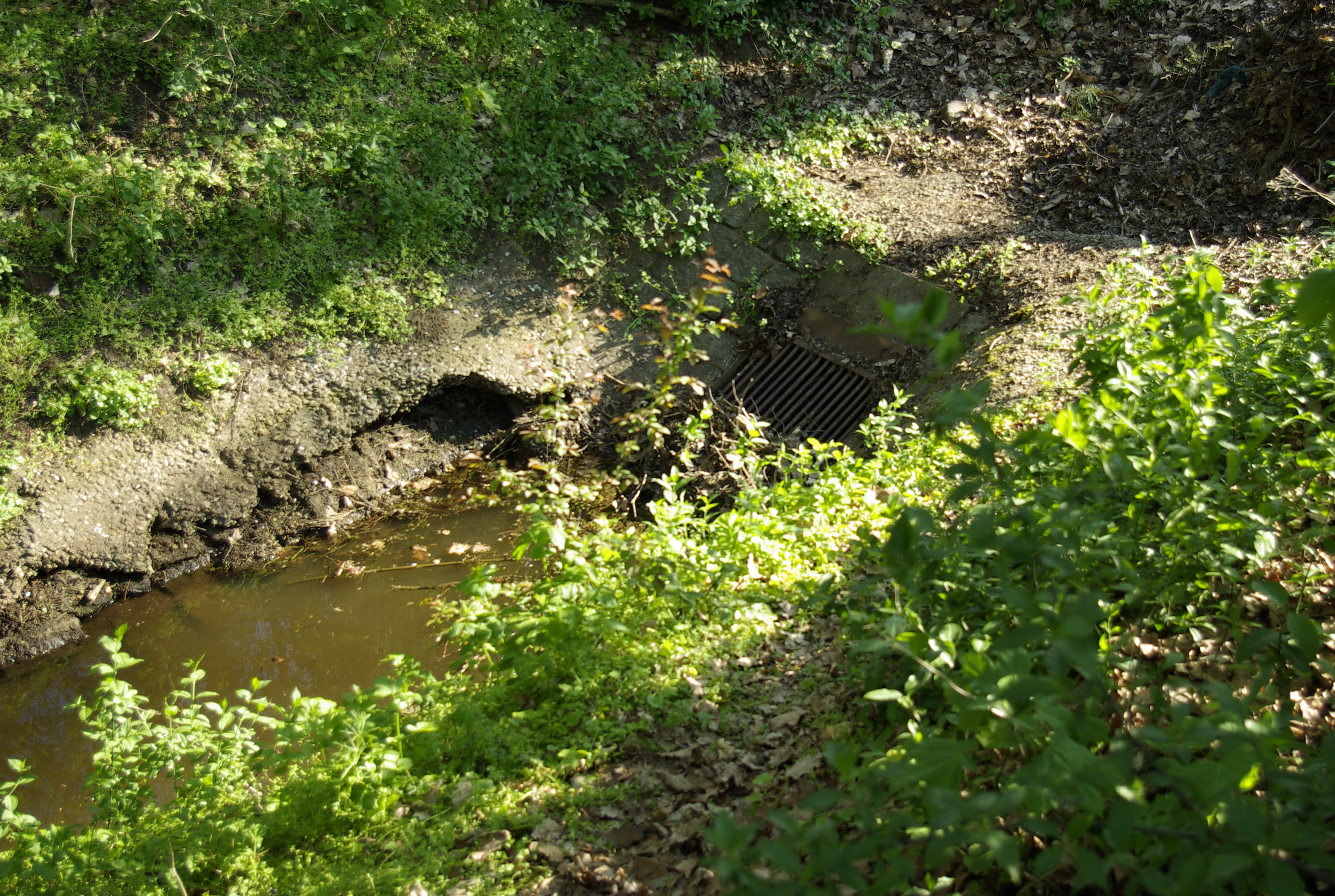
Begin der Verrohrung in Röthenbach
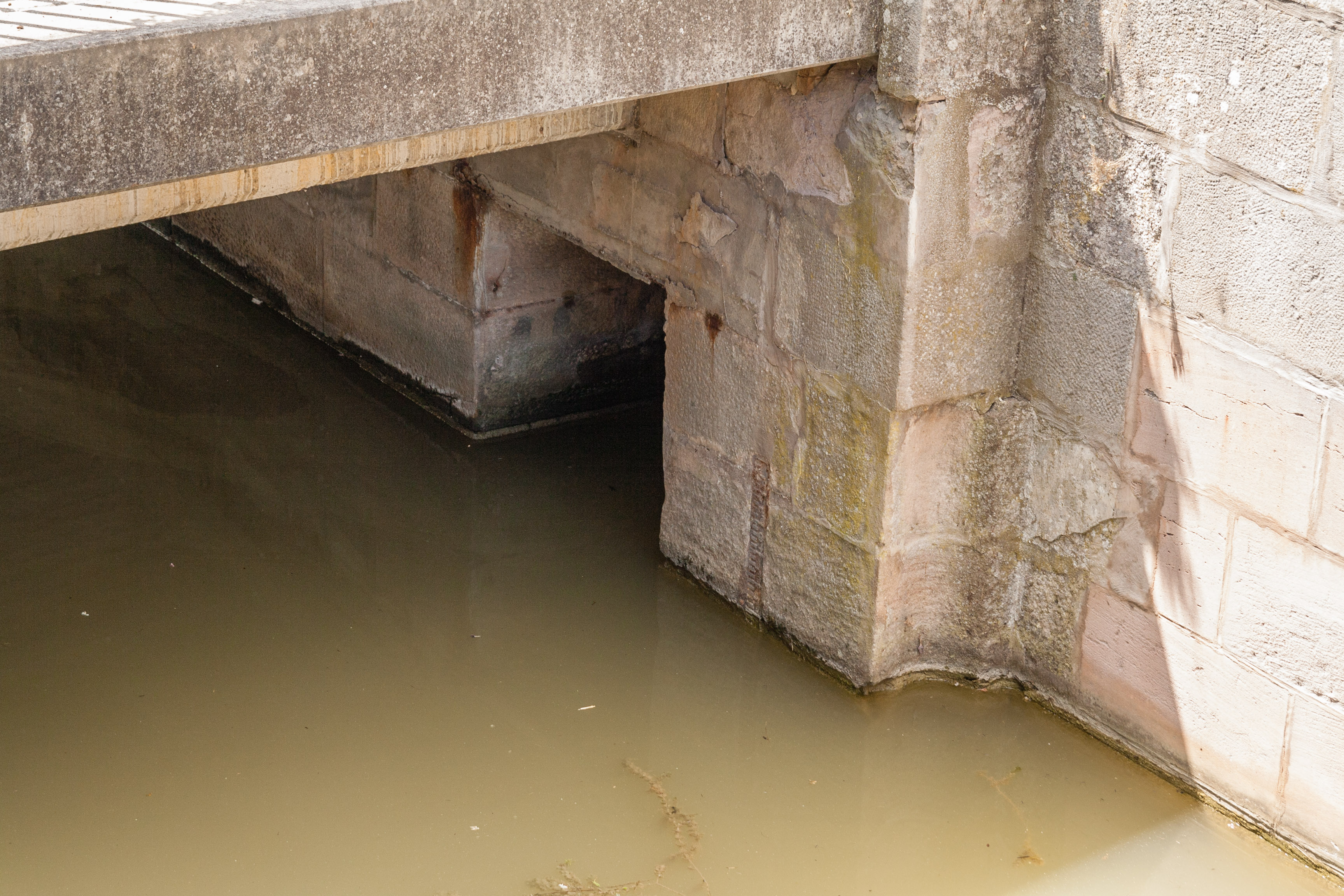
Kanaleinleitung unter der Brücke